# Cneu Pedânio Fusco Salinador (cônsul sufecto em 83 ou 84)
Cneu Pedânio Fusco Salinador (em latim: Gnaeus Pedanius Fuscus Salinator) foi um senador romano nomeado cônsul sufecto em algum momento entre 83 e 84. Membro da gente Pedânia, originária de Barcino, na Tarraconense, Salinador provavelmente era filho de Cneu Pedânio Fusco Salinador, cônsul em 61, e pai de Cneu Pedânio Fusco Salinador, cônsul ordinário em 118. Além do consulado, sabe-se que ele foi procônsul da Ásia entre 98 e 99.